# Даймбег Даррелл
Даймбеґ Деррелл (англ. Dimebag Darrell, при народженні Darrell Lance Abbott) (нар. 20 серпня 1966 — пом. 8 грудня 2004) — співзасновник і колишній член гурту Pantera. Один з найвідоміших у світі гітаристів та виконавців ґруву. Його партії у «Floods» та «Cemetery Gates» входять до топ-50 гітарних соло за версією «Guitar World».

## Ранні роки
Даррелл Ленс Ебботт народився в Арлінґтоні (штат Техас), передмісті Далласа і Форт Ворта, у сім'ї композитора Джері Еббота. Його батько володів звукозаписною студією, Pantego Sound Studios в Пантеґо, де Даррелл бачив і чув багато блюзових гітаристів, але після того, як він почув Ейса Фрейлі (англ. Ace Frehley) з групи Kiss, він сам захотів почати грати на гітарі. Спочатку він грав на барабанах, проте, його брат Вінні Пол, сказав, що на ударних у нього погано виходить, і щоб Дайм шукав собі інший інструмент, наприклад гітару. Так Дайм вибрав саме електрогітару. У ранні роки Ебботт став брати участь у різних змаганнях, часто з гітаристами, які грали на 10 років більше нього, але проте, він перемагав. До 18 років його вже нікуди не пускали, оскільки він дуже часто вигравав, але охоче запрошували на посаду судді.

## Гурти
Pantera була утворена в 1981 році Дарреллом і його братом Вінсентом, який став барабанщиком. Офіційно група розпалася у 2003 році через конфлікт між музикантами, а саме через сварку Філа Ансельмо з братами Ебботами. Ансельмо пішов з Pantera і сформував декілька власних проєктів, таких як Superjoint Ritual, у складі якого було записано два альбоми, і продовжив свою кар'єру в групі Down. Через рік після розпаду Pantera брати Ебботи заснували свою нову групу Damageplan. Проєкт Down був утворений під час існування Pantera в 1995 році. Філіп Ансельмо говорив, що Pantera для нього — чисто комерційний проєкт, а другорядні проєкти типа Down основні «творчі» проєкти.

## Інші проєкти
C 1996 року до утворення Damageplan брати Ебботи і басист Pantera Рекс Бравн час від часу спільно із співцем кантрі Девідом Алланом Коу працювали над альбомом Rebel Meets Rebel. Альбом був випущений 2 травня 2006 року на лейблі Вінсента — Big Vin Records. За словами Вінсента, його найулюбленіше соло Даймбега знаходиться на цьому альбомі, в пісні Get Outta My Life.
Ходили чутки, що Даймбег і його близький друг Зак Вайлд співробітничатимуть з Керрі Кінґом, але вони не підтвердилися. Проте правда, що Дайм був одним з тих, кого Майк Портной хотів запросити в створений ними гурт Liquid Tension Experiment.

## Інструменти і обладнання
Даррелл використовував такі підсилювачі, педалі і устаткування:
- Randall RG100ES Heads (1983—1991, 1996)
- Randall Century 200 Heads (1992—1995, 1998—2000)
- Randall Warhead Heads (2000—2004)
- Randall X2 Warhead Heads (2004)
- Krank Revolution Heads (Late 2004)
- MXR 6 Band Graphic Equalizer
- Furman PQ4 (1983—1995, 2004) Furman PQ3 (1996—2001)
- Furman PQ3 Reissue (2004)
- MXR Flanger/Doubler
- Digitech Whammy Pedal
- Jim Dunlop 535Q Wah Pedal
- Korg Rackmount Tuner
- MXR Dime Distortion
- Jim Dunlop «Crybaby From Hell» Wah Pedal

Дайм грав на гітарах Dean ML(з 1981 по 1994; повернувся до Dean 2004 року) та Washburn(з 1995 по 2004). Відомо, що він деякий час(1994) грав на гітарах B.C. Rich та Jackson, але вони йому не сподобалися і Даймбег перейшов на Washburn. Також існує «забракований» Даймбегом прототип Hamer ML 1992 року(цікавинка: не дивлячись на те, що у 1992 Pantera вже зарекомендували себе як грув-метал гурт, на Hamer ML є позначка «Diamond Darrell», що відсилає до глем-рок минулого Pantera, коли Даймбег звався Даймондом. Відео : https://youtu.be/XKGAAf9afRA). Ще одна цікавинка: всі гітари, які робилися для Даймбега після його відходу з Dean, так чи інакше повторюють форму його улюбленого Dean ML.
Ось список його гітар:
- Dean ML «Dean From Hell», саме на ньому було зроблено більшість записів Pantera і інших проектів, в яких брав участь Дайм.
- Dean "Dime-O-Flame" ML
- Dean Razorback ML
- Dean Razorback V Dimebag Signature
- Washburn Dimebolt
- Washburn Stealth
- Washburn Culprit
- Washburn DimeRebel
- B.C. Rich Dime Prototype 1994

Коли за декілька тижнів до смерті Даррелл розлучився з гітарами Washburn, він також розлучився і з підсилювачами Randall. Він роками був вірний транзисторним Randall, але в кінці 2004 перемкнувся на використання чисто лампових Krank, плануючи перебудувати свій звук, створивши так званий «Krankenstein». Даймбег використовував Zakk Wylde Overdrive разом з підсилювачами Krank.

## Смерть
8 грудня 2004 року у Коламбусі (штат Огайо) під час концерту Натан Ґейл відкрив стрілянину з пістолета, убивши чотирьох осіб, включаючи Даррела, і важко поранивши двох. Даррел отримав п'ять поранень, включаючи одне в голову, що убило його миттєво.